# Basiloterus hussaini
Il basilotero (Basiloterus hussaini) è un cetaceo estinto, appartenente ai basilosauridi. Visse nell'Eocene medio (Bartoniano, circa 40 milioni di anni fa) e i suoi resti fossili sono stati ritrovati in Pakistan.

## Descrizione
Tutto ciò che si conosce di questo animale sono due vertebre lombari, ed è quindi impossibile ricostruirne l'aspetto. Dal raffronto di queste vertebre con quelle di animali simili ma ben conosciuti, come Basilosaurus, si può supporre che Basiloterus fosse un cetaceo dal corpo allungato e dalla coda molto lunga, con una testa stretta e dotata di denti acuminati. Rispetto all'assai simile Basilosaurus, Basiloterus possedeva vertebre leggermente più piccole, con centri vertebrali meno allungati rispetto all'altezza e con metapofisi orientate più verticalmente. 

## Classificazione
Basiloterus hussaini venne descritto per la prima volta nel 1997, sulla base di due vertebre ritrovate nella formazione Drazinda in Pakistan, risalente alla fine dell'Eocene medio. A questo taxon sono stati attribuiti con qualche dubbio altri resti provenienti dall'Inghilterra. Basiloterus è considerato un membro dei basilosauridi, e nell'ambito di questa famiglia è stato accostato in particolare al genere eponimo Basilosaurus, sulla base delle caratteristiche vertebre allungate. Questa classificazione è stata confermata anche da studi più recenti (Goldin e Zvonok, 2013).